# Notion (песня)
Notion — песня американской инди-рок-группы The Rare Occasions, написанная вокалистом Брайаном Макдональдом. Впервые она была выпущена независимо, в составе мини-альбома Futureproof 5 августа 2016 года. Песня стала популярной на TikTok в октябре 2021 года.

## Отзывы
Сингл продержался в британском чарте синглов две недели и максимально достигнув 72-й строчки.

## Чарты
| Chart (2022)                                  | Peak position |
| --------------------------------------------- | ------------- |
| Canada (Canadian Hot 100)                     | 94            |
| Global 200 (Billboard)                        | 132           |
| Ирландия (IRMA)                               | 73            |
| Португалия (AFP)                              | 121           |
| Великобритания (OCC UK Singles)               | 72            |
| US Bubbling Under Hot 100 Singles (Billboard) | 3             |
| US Hot Rock & Alternative Songs (Billboard)   | 11            |

| Chart (2022)                                | Position |
| ------------------------------------------- | -------- |
| US Hot Rock & Alternative Songs (Billboard) | 24       |

## Сертификаты
| Регион                                                                      | Сертификация | Продажи   |
| --------------------------------------------------------------------------- | ------------ | --------- |
| Польша (ZPAV)                                                               | Золотой      | 25 000    |
| Великобритания (BPI)                                                        | Серебряный   | 200 000   |
| США (RIAA)                                                                  | Платиновый   | 1 000 000 |
| Данные о продажах + прослушиваниях приведены только на основе сертификации. |              |           |